# Caporiaccosa arctosaeformis
Caporiaccosa arctosaeformis là một loài nhện trong họ Lycosidae.
Loài này thuộc chi Caporiaccosa. Caporiaccosa arctosaeformis được Lodovico di Caporiacco miêu tả năm 1940.